# Mount Pirongia
Mount Pirongia ist ein erloschener Vulkan in der Region Waikato auf der Nordinsel Neuseelands. Er erreicht eine Höhe von 959 Metern und ist damit der höchste Berg der Region. Der Vulkan war im späten Pliozän und frühen Pleistozän aktiv. 

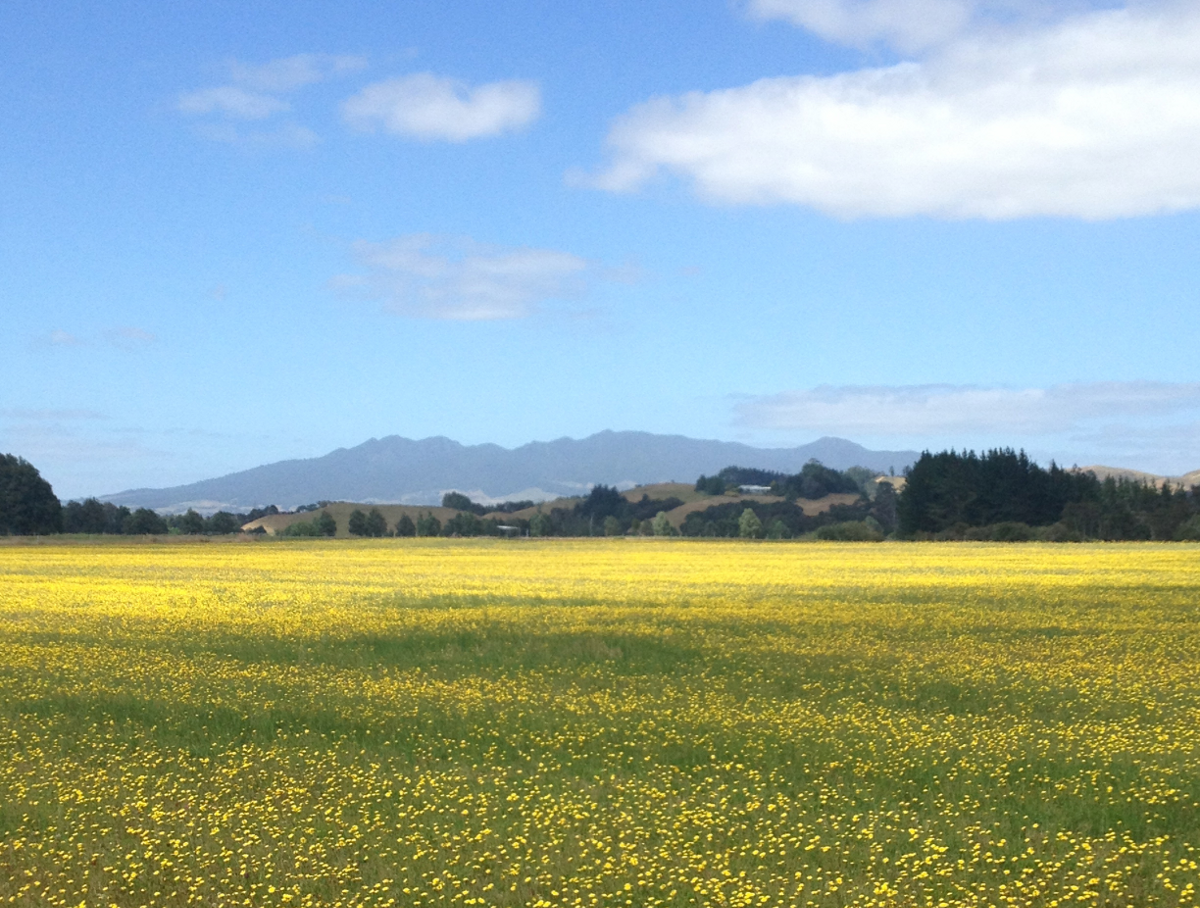
Mount Pirongia (Feb 2013);

Er befindet sich 22 km westlich von Te Awamutu und acht Kilometer von der kleinen Siedlung  Pirongia entfernt in einem Waldschutzgebiet. Er ist bereits von der Tasmansee aus sichtbar, da er nur 25 km von der Küste bei Aotea Harbour entfernt liegt.
Der Mount Pirongia Forest Park ist bei Jägern aus  Hamilton für Tagesausflüge beliebt. Mehrere Herden wilder Ziegen leben auf seinen mit Buschwerk bewachsenen Hängen. Der Park wird von Büro Waikato des Department of Conservation in Hamilton verwaltet.